# Honeywell

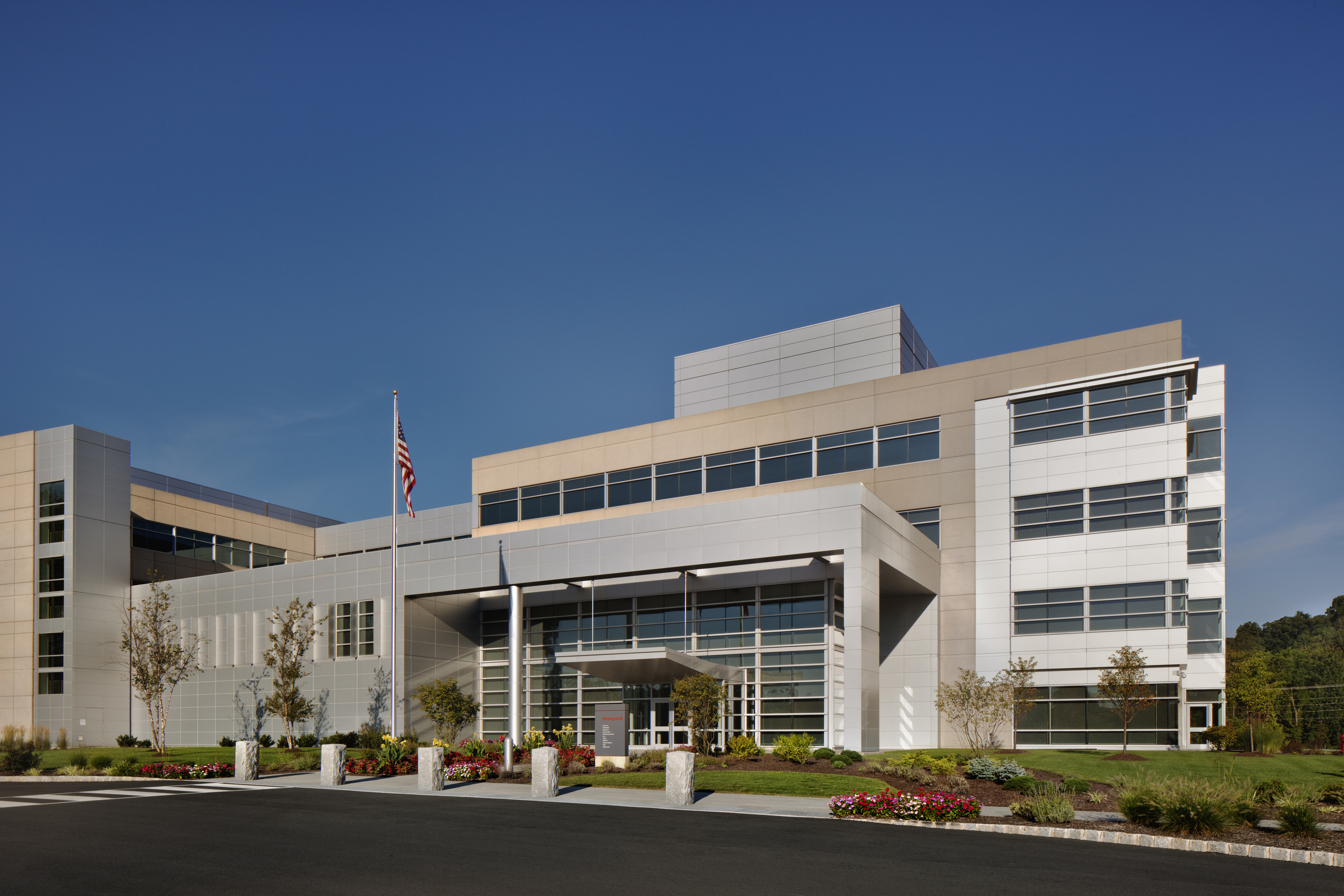
Siedziba firmy w Morris Plains, New Jersey

Honeywell – amerykański wielobranżowy koncern przemysłowy, założony w roku 1906, z siedzibą w Morristown w stanie New Jersey. Stale znajduje się w Fortune 500.

## Obszar działania
Honeywell to producent m.in.:
- automatyki przemysłowej
- automatyki budynków
- automatyki ciepłowniczej
- systemów sterowania dla lotnictwa.
- odczynników chemicznych

W roku 1975 Honeywell jako pierwszy producent na świecie wprowadził na rynek Rozproszony System Sterowania TDC 2000.

## Innowacje
Honeywell jako pierwsze przedsiębiorstwo na świecie opracowało standard analogowy 4-20 mA oraz cyfrową komunikację przetworników – Protokół DE.